# 世宗実録地理志
『世宗実録地理志』（せいそうじつろくちりし、セジョンじつろくちりし）は『世宗実録』に載せられた地理誌である。
1454年（端宗2年）に編纂され、朝鮮半島における各道の沿革・古跡・物産・地勢等が詳細に記録されている。『世宗実録』163巻中、第148巻から第155巻に収録されているもので（8巻8冊）、その後に現れた『東国輿地勝覧』の淵源になった。実録中に「地理志」を詳細に記録しているのは異色であるとされる。
本書は、成立の22年前である世宗14年（1432年）に撰進された『新撰八道地理志』を元に改修整備されて編集されたものだと言われているが、『新撰八道地理志』が亡失した今日において貴重な資料である。
1938年、朝鮮総督府中枢院から、索引を付して『校正世宗実録地理志』という題で出版された。さらに、1957年に学習院東洋文化研究所からも刊行されている。

## 内容
世宗実録の附録として別に編纂された「地理志」には、序文と現京である京都漢城府、旧京である開城留後司、そして京師周辺である京畿・忠清道・慶尚道等が歴史的説明と共に記述されている。
その詳細な内容は、8道各々に属する府・州・郡・県それぞれの沿革・領域・戸数人口・姓氏・人物・産物・上納品・古址古跡などを項目別に記したものである。
- 序文

| 「 | 我が国地理志が大略『三国史』にあるが、他には参考にしうるものがなく、我らが世宗大王が尹淮・申檣らに命じて州郡の沿革を明らかにし、この文を作らせ、壬子年（1432年）に成ったもので、その後の州郡の離合が一様でない。特に、両界に新たに設置した州・鎮を入れて、その道の終わりに附す。 | 」 |

- 京都漢城府[5]
- 旧都開城留後司[6]
- 京畿[7]
- 忠清道[8]
- 慶尚道[9]
- 全羅道[10]
- 黄海道[11]
- 江原道[12]
  - 三陟都護府、蔚珍県に鬱陵島に関する記述が現れる。[13]
- 平安道[14]
- 咸吉道[15]